# Groveland-Big Oak Flat
Groveland-Big Oak Flat és una població dels Estats Units a l'estat de Califòrnia. Segons el cens del 2000 tenia 3.388 habitants.

## Demografia
Segons el cens del 2000, Groveland-Big Oak Flat tenia 3.388 habitants, 1.533 habitatges, i 1.100 famílies. La densitat de població era de 45,8 habitants/km².
Dels 1.533 habitatges en un 18,2% hi vivien nens de menys de 18 anys, en un 62,9% hi vivien parelles casades, en un 6,4% dones solteres, i en un 28,2% no eren unitats familiars. En el 22,4% dels habitatges hi vivien persones soles el 10,4% de les quals corresponia a persones de 65 anys o més que vivien soles. El nombre mitjà de persones vivint en cada habitatge era de 2,21 i el nombre mitjà de persones que vivien en cada família era de 2,55.
Per edats la població es repartia de la següent manera: un 17,4% tenia menys de 18 anys, un 3,3% entre 18 i 24, un 16,5% entre 25 i 44, un 34% de 45 a 60 i un 28,8% 65 anys o més.
L'edat mediana era de 54 anys. Per cada 100 dones de 18 o més anys hi havia 93,5 homes.
La renda mediana per habitatge era de 41.928 $ i la renda mediana per família de 48.386 $. Els homes tenien una renda mediana de 39.861 $ mentre que les dones 21.161 $. La renda per capita de la població era de 27.394 $. Entorn del 2,6% de les famílies i el 7% de la població estaven per davall del llindar de pobresa.

## Poblacions més properes
El següent diagrama mostra les poblacions més properes.